# Antoniw
Antoniw (ukr. Антонів, pol. hist. Antonów) – wieś na Ukrainie, w obwodzie kijowskim, w rejonie białocerkiewskim. W 2001 roku liczyła 841 mieszkańców.
Pierwsza wzmianka o miejscowości pochodzi z 1471 roku. Miejscowość leżała na obszarze starostwa białocerkiewskiego w województwie kijowskim, początkowo w Wielkim Księstwie Litewskim, a od 1569 roku w Koronie Królestwa Polskiego. Miejscowa ludność brała udział w powstaniu Kosińskiego w latach 1591-1593 oraz w hajdamaczyźnie w XVIII wieku. Po II rozbiorze Polski wieś włączona została do Rosji, gdzie należała do guberni kijowskiej. Od 1917 znajdowała się w granicach Ukraińskiej Republiki Ludowej, od 1919 roku – Ukraińskiej SRR, która w latach 1922–1991 była republiką związkową Związku Socjalistycznych Republik Radzieckich. Od 1932 roku wchodzi w skład obwodu kijowskiego.
We wsi znajduje się Kaplica rodziny Podhorskich z początku XIX wieku oraz dwa młyny wodne, również z XIX w.

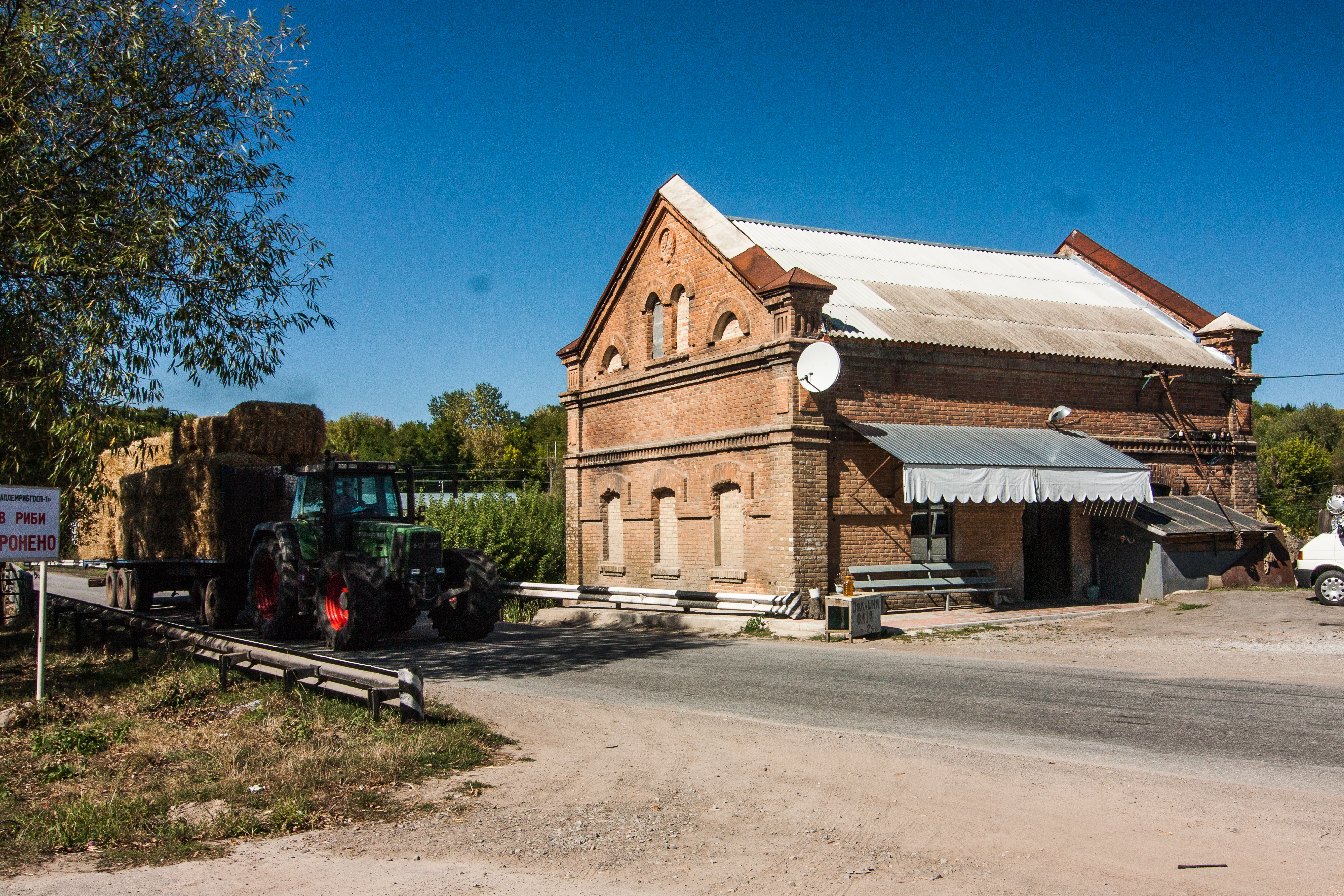
Młyn wodny
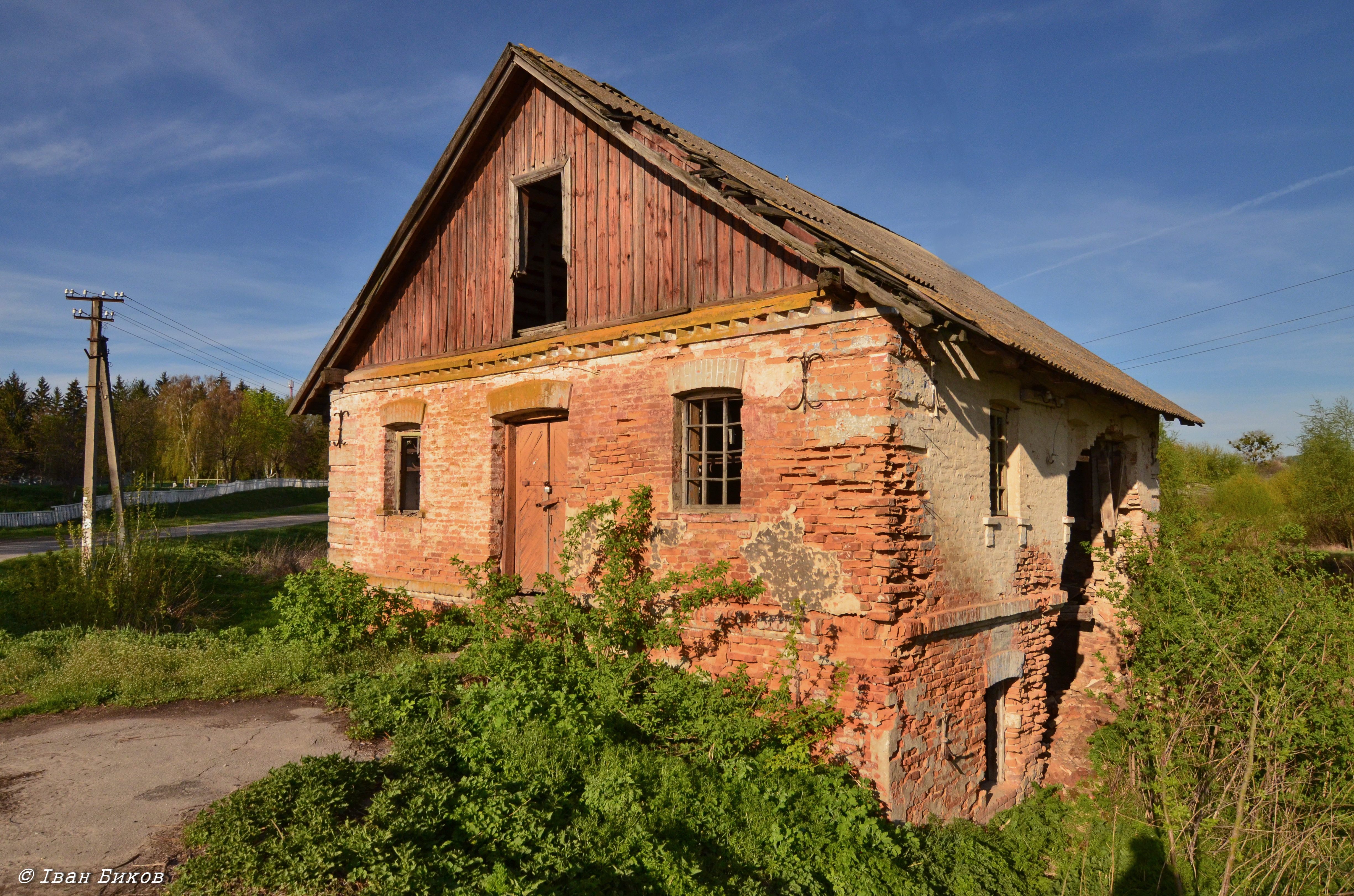
Młyn wodny